# Siderado
| Críticas profissionais                                                      | Críticas profissionais |
| Avaliações da crítica                                                       | Avaliações da crítica  |
| Fonte                                                                       | Avaliação              |
| --------------------------------------------------------------------------- | ---------------------- |
| AllMusic                                                                    | [ 1 ]                  |
| Esta tabela precisa de ser acompanhada por texto em prosa. Consulte o guia. |                        |

Siderado é o quarto álbum de estúdio da banda mineira Skank, lançado em 1998. Em contraste aos trabalhos anteriores, o produtor Dudu Marote foi trocado pelos britânicos John Shaw e Paul Ralphes em busca de uma sonoridade nova, que incluíram a canção acústica que foi a primeira música de trabalho, "Resposta".
Gravado no Abbey Road Studios, o álbum tem composições de novas parcerias, com Marcelo Yuka, d'O Rappa, além de Rodrigo F. Leão, do Professor Antena. Conta com as participações especiais de Daúde em "Don Blás", além do grupo de percussão mineiro Uakti em "No Meio do Mar".

## Faixas
Todas as faixas escritas e compostas por Samuel Rosa e Chico Amaral, exceto onde indicado. 
| N.º | Título                   | Compositor(es)                | Duração |  |
| 1.  | "Marginal Tietê"         |                               | 5:14    |  |
| 2.  | "Do Ben"                 | Samuel Rosa / Marcelo Yuka    | 3:58    |  |
| 3.  | "Resposta"               | Samuel Rosa / Nando Reis      | 4:03    |  |
| 4.  | "Siderado"               |                               | 4:02    |  |
| 5.  | "Mandrake e os Cubanos"  |                               | 4:02    |  |
| 6.  | "Os Homens das Cavernas" |                               | 4:21    |  |
| 7.  | "Romance Noir"           |                               | 4:01    |  |
| 8.  | "Don Blás"               |                               | 4:25    |  |
| 9.  | "Calipsoê"               |                               | 4:26    |  |
| 10. | "No Meio do Mar"         |                               | 4:24    |  |
| 11. | "Saideira"               | Samuel Rosa / Rodrigo F. Leão | 3:47    |  |

## Certificados e vendas
| País          | Certificados | Vendas/Cópias |
| ------------- | ------------ | ------------- |
| Brasil (ABPD) | 3× Platina   | 750.000       |

## Créditos

### Skank
- Samuel Rosa: vocal, guitarra e violão
- Henrique Portugal: teclados
- Lelo Zaneti: baixo
- Haroldo Ferretti: bateria

### Participações especiais
- Daúde: vocal em "Don Blás"
- Uakti: percussão em "No Meio do Mar"

### Músicos adicionais
- Chico Amaral, Jorge Continentino, Simon Clarke e Tim Sanders: saxofone
- Bidinho e Roddy Lorimer: trompete
- Annie Whitehead e Vittor Santos: trombone
- Ramiro Musotto: percussão
- Frederick Stephany, Jesuína Noronha, Jairo Diniz e Eduardo Pereira: viola em "Resposta"
- José Alves, Giancarlo Pareschi, Bernardo Bessler, Michel Bessler, João Almeida, Alfredo Vidal, Walter Hack, Antonella Pareschi, Christine Bessler, Carlos Eduardo Hack, Paula Vianna e Paschoal Perrotta: violino em "Resposta"
- Márcio Eymard, Alceu de Almeida, Marcelo Salles e Jorge Kundert: violoncelo em "Resposta"